# 渡辺理佐
もしかして
- 渡邉理佐

ではありませんか？